# Aneurobaeus collaris
Aneurobaeus collaris är en stekelart som beskrevs av Charles Thomas Brues 1940. Aneurobaeus collaris ingår i släktet Aneurobaeus och familjen Scelionidae. Inga underarter finns listade i Catalogue of Life.